# Вис (місто)

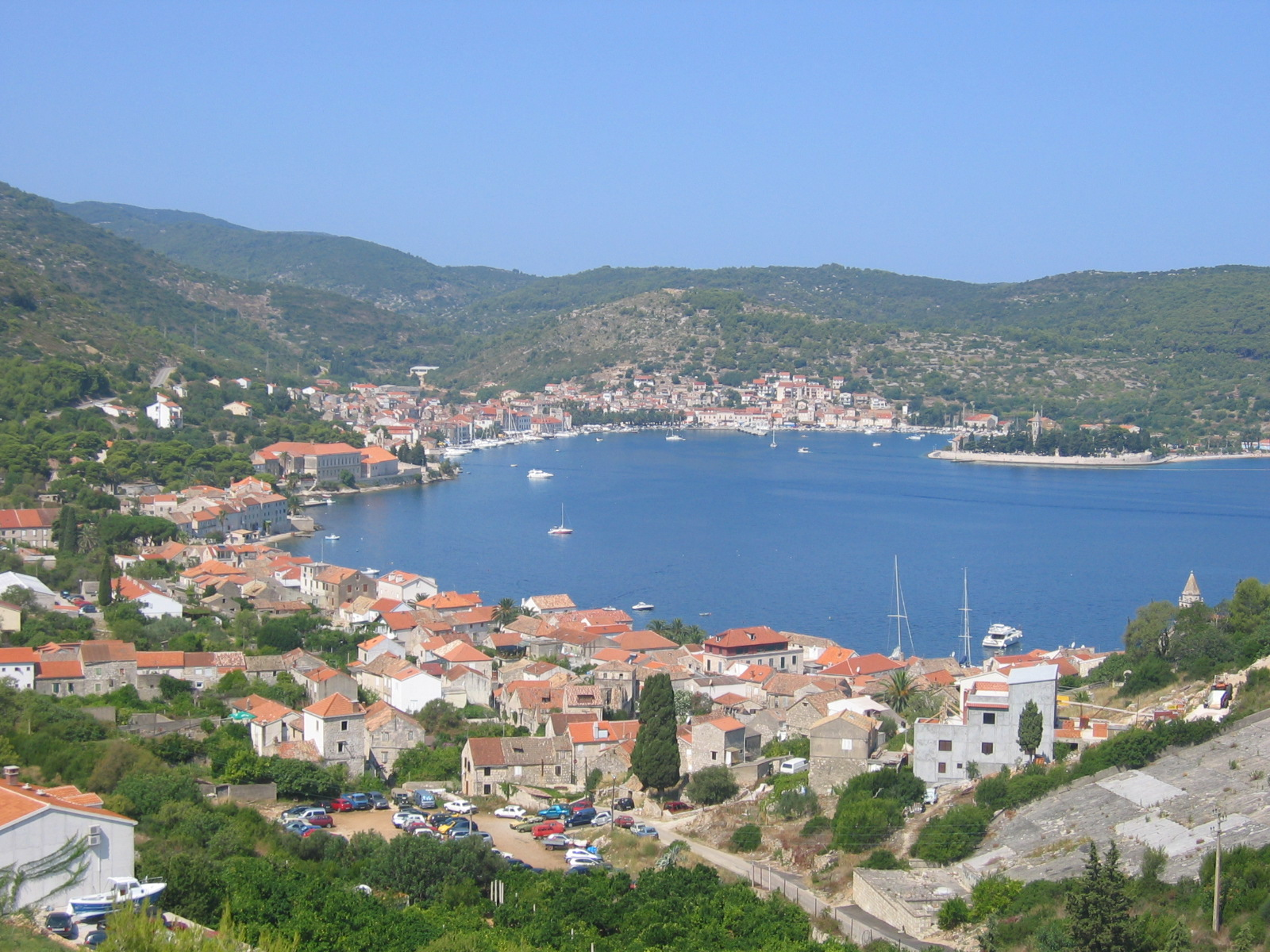
Виська бухта

Вис (хорв. Vis, італ. Lissa, грец. Ισσα, лат. Issa)— місто в Хорватії з довгою, більш ніж 2400-річною історією. Міститься на острові Вис, що в Адріатиці.

## Географічний опис
Місто Вис розташоване у великій природно захищеній затоці Святого Юрія з північно-східного боку острова Вис, проти острова Хвар і материкової Далмації. Порт міститься в південно-західній частині затоки, у бухті, яку невеликий острів Хост і півострів Прирово захищають від відкритого моря. Є ще дві маленькі пристані — Кут і Стонца. Автомобільна дорога сполучає Віс із другим за величиною містом острова — Комижею, а поромна переправа — з островом Хвар і материковим містом Спліт.
Бухта поділяє місто на дві частини — Лука (укр. «порт») і Кут. Пасмо високих пагорбів (250—300 м) відділяє Вис від родючих полів у глибині острова (Драчево і Вело Поле), які становлять основу економічного розвитку (виноградарство). До території міста належать також ділянки на південному і південно-східному узбережжі острова з численними затоками (Милна, Рукавац, Сребрна, Стинива, Стончиця, Руда і ін.) та острівці Будиховац і Равник, які мають великий туристичний потенціал.
Західна частина острова належить до міста Комижа. Територія Виса охоплює східну частину. Крім самого міста, до неї належать вісім сіл: Драчево Поле, Марине Земле, Милна, Плиско Поле, Подселе, Подстраже, Роґачич і Рукавац.

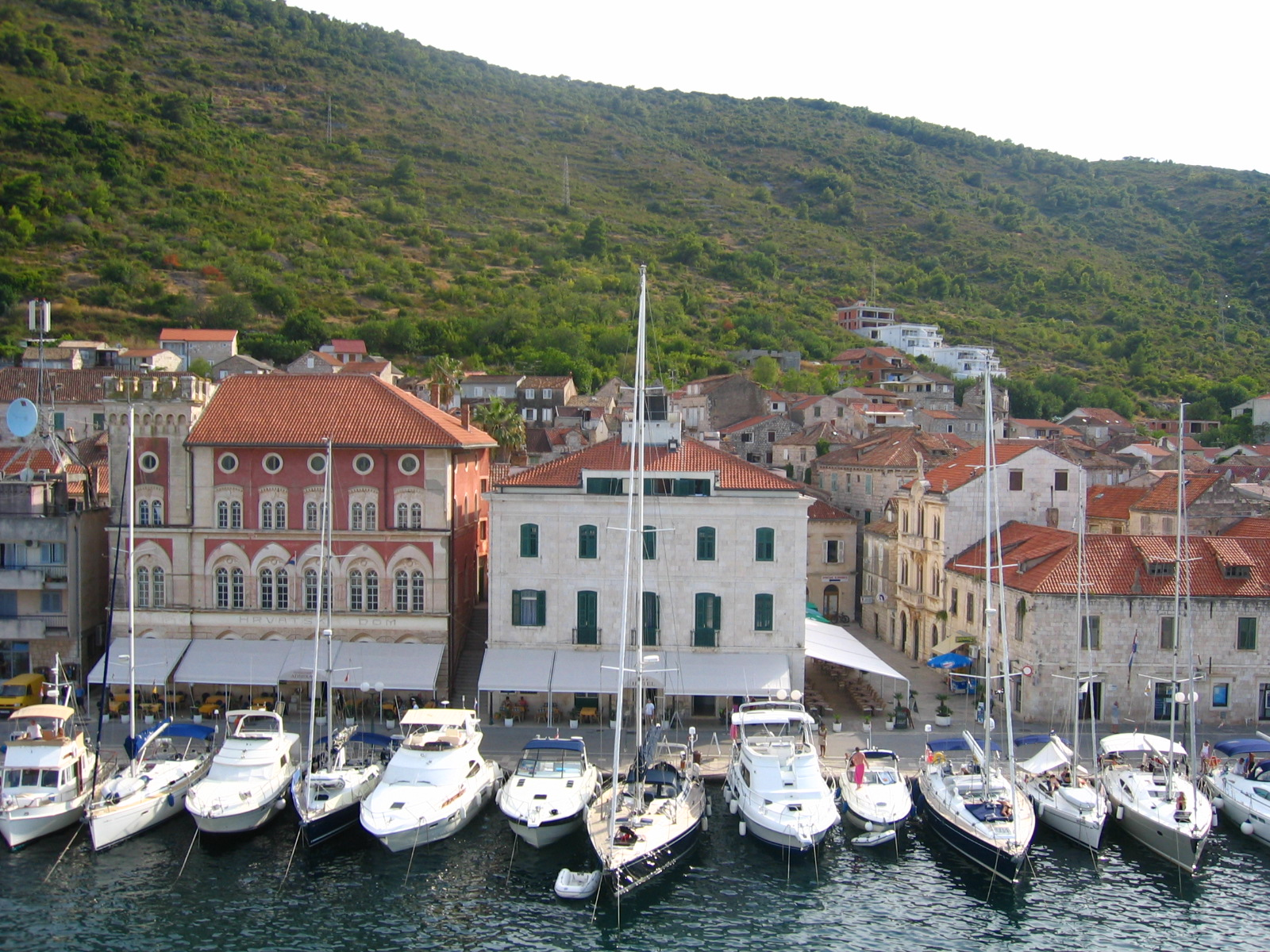
Виська гавань

## Історія

### Давня історія
Перше поселення на місці сьогоднішнього Виса, яке звалося Ісса, заснували грецькі колоністи із Сицилії у IV столітті до н. е., коли правив Доріан Сиракузький. Їх, як і пізніших володарів міста, привабило вигідне стратегічне розташування острова, звідки можна було контролювати водні шляхи сполучення в Адріатичному морі. Звідси почалася еллінська колонізація інших островів і материкової частини нинішньої Далмації, зокрема міст, що недалеко від нинішнього Спліта. Це Епетіон (тепер Стобреч) і Траґуріон (Троґір). Тут також була добре захищена від вітру бухта. Антична Ісса розвивалася як торговельно-адміністративний центр цієї частини моря, карбувала свою монету й мала свої закони. Місто провадило жваву торгівлю, про це свідчать численні експонати місцевого музею — передусім амфори, знайдені на дні моря.
Будучи полісом (містом-державою), Ісса зберігала свою самостійність до I столітті до н. е., коли перейшла під владу Римської імперії. Відтак місто втратило своє значення і тільки зрідка згадується у середньовічних джерелах.
У VIII столітті на острів прийшли слов'яни й змішалися з місцевим населенням.

### ХІХ-ХХІ століття

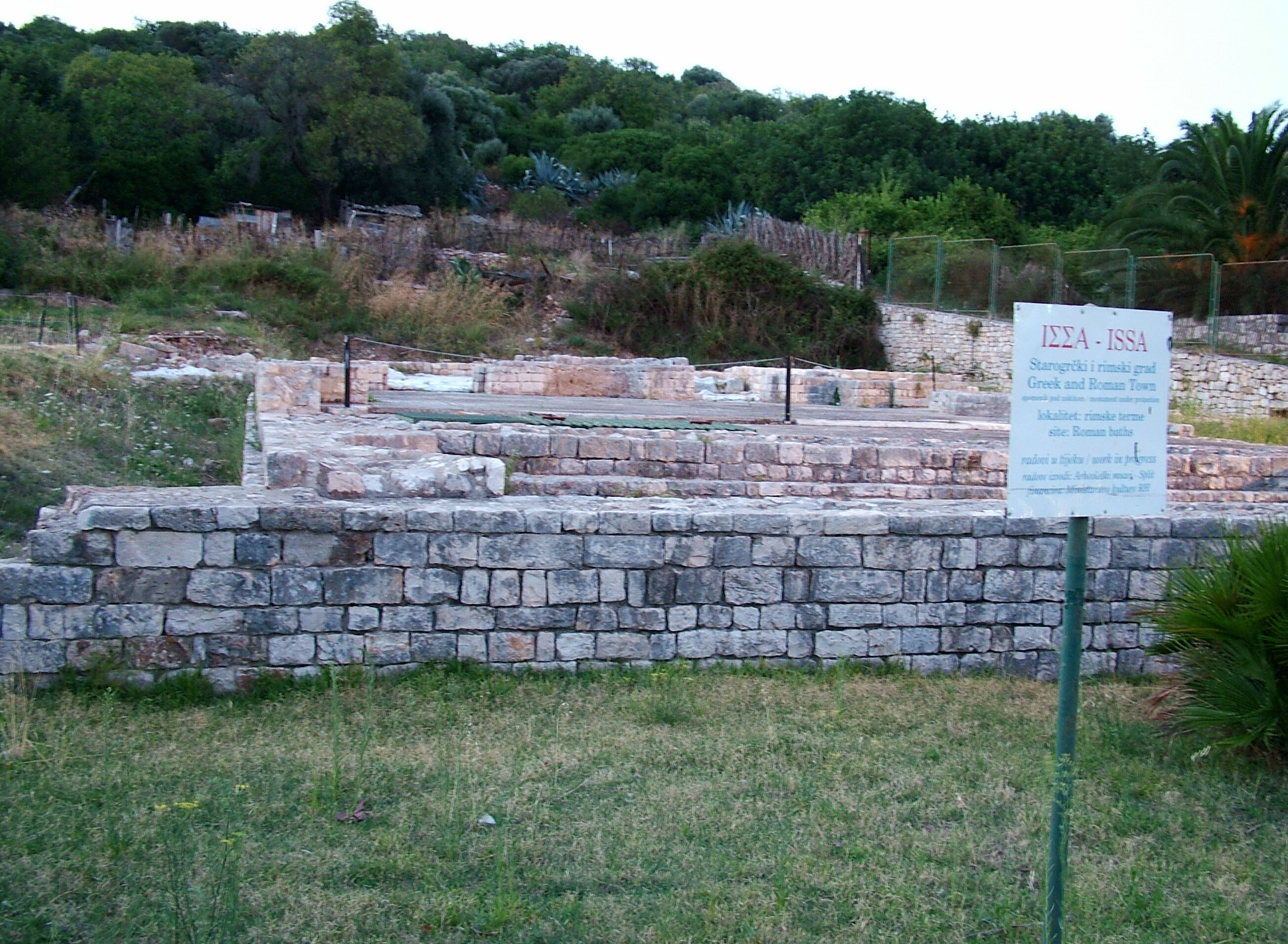
Руїни терм

У середньовіччі Віс перебував переважно під правлінням Венеції аж до 1797 року, а тоді його захопила Франція. Після наполеонівських війн у 1815 острів Віс разом із далматинським узбережжям відійшов до Австрії.
Біля острова відбулися дві великі морські битви, обидві відомі як «Битва при Ліссі». У першій з них 13 березня 1811 року англійський флот під командуванням капітана Вільяма Госта розгромив номінально сильніший франко-венеційський флот.
У другій 20 липня 1866-го австрійська військова флотилія під командуванням Теґетгофа, у складі якої були переважно хорвати, перемогла італійську, що під командуванням Персано пливла походом до східних берегів Адріатики й мала на меті використати острів Вис як переправну базу.
У 1918–1921 роках острів Віс був під італійською окупацією, відтак став частиною Югославії. У Другу світову війну, від 1941 до 1943 тривала італійська окупація, й Віс належав до провінції Спалато-Далматинського губернаторства. Після Другої світової війни з міста виїхали майже всі італійці, що досі там жили (так званий «Істрійсько-далматинський вихід»). У вересні 1943 владу на острові перейняли партизани. На той час там був військовий аеропорт англійців (нині на ньому вирощують виноград). У червні 1944-го Тіто відступив на Вис під атакою німців. З кінця жовтня 1944-го на острові встановилася югославська влада. Згодом біля Віса побудовано військово-морські об'єкти, а тому до міста не могли приїжджати чужоземці. Заборону знято у 1989 році. 1990 року, після розпаду Югославії, острів став частиною незалежної Хорватії. Югославська армія покинула Віс 30 травня 1992 року.

## Населення
Населення громади за даними перепису 2011 року становило 1934 осіб, 2 з яких назвали рідною українську мову. Населення самого міста становило 1672 осіб.
Динаміка чисельності населення громади:
Динаміка чисельності населення міста:

## Населені пункти
Крім міста Вис, до громади також входять: 
- Драчево Полє
- Маринє Землє
- Милна
- Плисько Полє
- Подселє
- Подстраж'є
- Рогачич
- Рукаваць

## Клімат
Середня річна температура становить 16,26 °C, середня максимальна – 27,78 °C, а середня мінімальна – 4,82 °C. Середня річна кількість опадів – 611 мм.
| Клімат міста                                  | Клімат міста | Клімат міста | Клімат міста | Клімат міста | Клімат міста | Клімат міста | Клімат міста | Клімат міста | Клімат міста | Клімат міста | Клімат міста | Клімат міста | Клімат міста |
| Показник                                      | Січ.         | Лют.         | Бер.         | Квіт.        | Трав.        | Черв.        | Лип.         | Серп.        | Вер.         | Жовт.        | Лист.        | Груд.        |              |
| Середній максимум, °C                         | 13,44        | 12,67        | 14,48        | 17,46        | 22,18        | 26,02        | 27,78        | 27,70        | 23,78        | 19,95        | 15,90        | 13,56        |              |
| Середня температура, °C                       | 9,51         | 8,75         | 10,55        | 13,56        | 18,26        | 22,09        | 25,08        | 25,00        | 21,08        | 17,25        | 13,19        | 10,85        |              |
| Середній мінімум, °C                          | 5,60         | 4,82         | 6,63         | 9,62         | 14,36        | 18,17        | 22,37        | 22,30        | 18,37        | 14,55        | 10,48        | 8,14         |              |
| Норма опадів, мм                              | 59           | 48           | 55           | 48           | 40           | 32           | 20           | 35           | 55           | 67           | 81           | 71           |              |
| Середньомісячна швидкість вітру, м/с          | 3.84         | 4.00         | 4.03         | 3.75         | 3.27         | 2.96         | 3.01         | 2.88         | 3.24         | 3.50         | 4.25         | 4.13         |              |
| Середньомісячна сонячна радіація, кДж/м²·день | 5657         | 8437         | 12160        | 16869        | 20952        | 23721        | 25239        | 22060        | 16354        | 10718        | 6180         | 4783         |              |
| --------------------------------------------- | ------------ | ------------ | ------------ | ------------ | ------------ | ------------ | ------------ | ------------ | ------------ | ------------ | ------------ | ------------ | ------------ |
| Джерело:                                      |              |              |              |              |              |              |              |              |              |              |              |              |              |

## Пам'ятки
У Висі збереглися руїни античного міста Ісса — давньогрецькі міські стіни, терми, некрополі Мартвило і Влашка Нива, давньоримський амфітеатр, частини порту. Пам'ятки пізнішого часу здебільшого венеційські. Кілька фортець належать до різних історичних епох: Венеція, Англія, Австрія.
Вис має багату сакральну спадщину. Це парафіяльна церква Успіння (XVI століття), церкви́ святого Ципріяна (XVI століття) i Святого Духа (XVII століття), францисканський монастир (XVI століття) на півострові Прирово, храм Успіння в Подселу.
Є тут вілли хварських і виських аристократів (Хекторович, Якша, Ґарібольді, Мардессі, Доймі Делупіс, Етторео, Петріс, Якіні Ґадзаррі).
У міській архітектурі XIX i початку XX століття переважає неокласицизм і сецесія: Хорватський дім, дім Трамонтана, початкова школа.

## Економіка
До середини XX століття головним заняттям жителів Виса було виноградарство і виноробство. Нині прибутки надходять переважно від туризму й галузі обслуговування. В місті є єдиний на все східне узбережжя Адріатичного моря розсадник пальм.

## Адміністративний поділ, міська влада
Вис поділяється на 11 частин (2006 рік): Брґуяц, Драчево поле, Марине Земле, Милна, Плиско Поле, Подселе, Подстраже, Роґачич, Рукавац, Стончиця і сам Вис.
Муніципалітет Виса налічує 11 депутатів, у тому числі п'ять із коаліції СДП — ХНС — ХСС, три з Незалежного міського списку A. Ацаліновича й три з коаліції ХДЗ — ХСП. Влада належить коаліції НГЛ — ХСП в союзі з ХДЗ.

## Освіта
- Початкова школа Виса
- Середня школа імени Антуна Матіяшевича — «Караманео». Заснована 1975 року. У ній є кілька спеціалізацій (торговельна школа, гімназія). Головний навчальний заклад острова, тут навчаються також діти з Комижі.

До 1960-х років були школи в селах Подселе, Подстраже і Марине Земле. Тепер вони закриті через брак учнів.

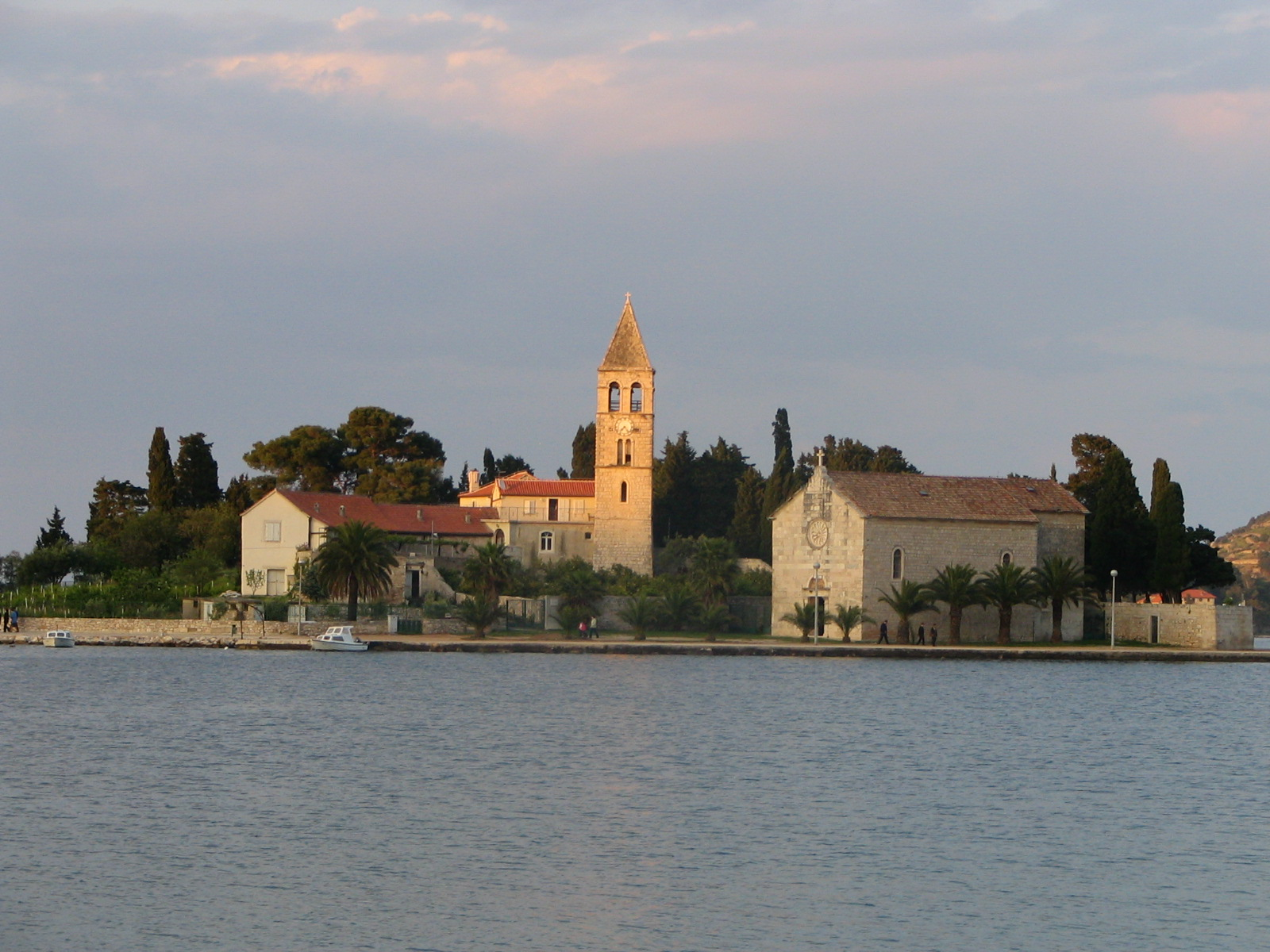
Францисканський монастир

## Культура
- Міський духовий оркестр
- Музей з багатою археологічною збіркою з античної Ісси
- Віський любительський театр імени Ранка Маринковича
- Віський осередок Хорватської матиці

## Спорт
- Крикетний клуб «Sir William Hoste» («Сер Вільям Гост»)
- Боулінґовий клуб «Віс»
- Клуб настільного тенісу «Ісса»
- Футбольний клуб «Вис»
- Вітрильний клуб «Вис»
- Вітрильний клуб «Host» («Хост»)
- Стадіон «Ісса» із спортивно-відпочинковим центром

1944 року у Висі поновився футбольний клуб «Хайдук» (Спліт), розформований у 1941 році з настанням італійської окупації. Нині в місті щоліта відбуваються футбольні турніри місцевих команд.

## Відомі люди
- Іван Павао Влахович / Ivan Pavao Vlahović (1825–1899) — хорватський медик, біолог, професор і ректор Падуанського університету, народився у Висі
- Ранко Маринкович / Ranko Marinković (1913–2001) — хорватський письменник, народився у Висі
- Влахо Палетак / Vlaho Paljetak (1893–1944) — хорватський співак і поет, учителював у Висі
- Весна Парун / Vesna Parun (1922–2010) — хорватська поетеса, провела дитинство і вчилася у Висі
- Миховил Пушич / Mihovil Pušić (1880–1972) — хварський єпископ (1926–1970) i митрополит Задарський, народився у Висі
- Іванко Фарольфі / Ivanko Farolfi (1892–1945) — один із лідерів ХСС і міський голова Виса

## Цікавинки
- Дуже ймовірно, що Вис — це найстарше місто на території Хорватії (тут можуть бути сумніви на користь міста Старі Ґрад, що на сусідньому острові Хвар, яке має понад 2400 років).
- Тривалий час місто складалося з двох окремих частин — Порту і Кута. Щоб їх краще пов'язати, між ними побудували спершу парафіяльну церкву, а тоді школу.
- Головним містом острова Вис став тільки після того, як військо Неаполітанського королівства у 1483-му знищило колишній центр Вело Село (тепер село Подселе).
- У 1807–1815 роках Вис контролювали англійці, які звели оборонну систему навколо міста й назвали фортеці на честь генерала Бентінка, короля Георга III і герцоґа Веллінґтона).
- Пам'ятник на честь битви при Ліссі розібрала і вивезла італійська армія після того, як у 1918-му окупувала Вис. Тепер пам'ятник (так званий «Лісський лев») стоїть у Ліворно, перед академією мореплавства.